# Dafne Fernández

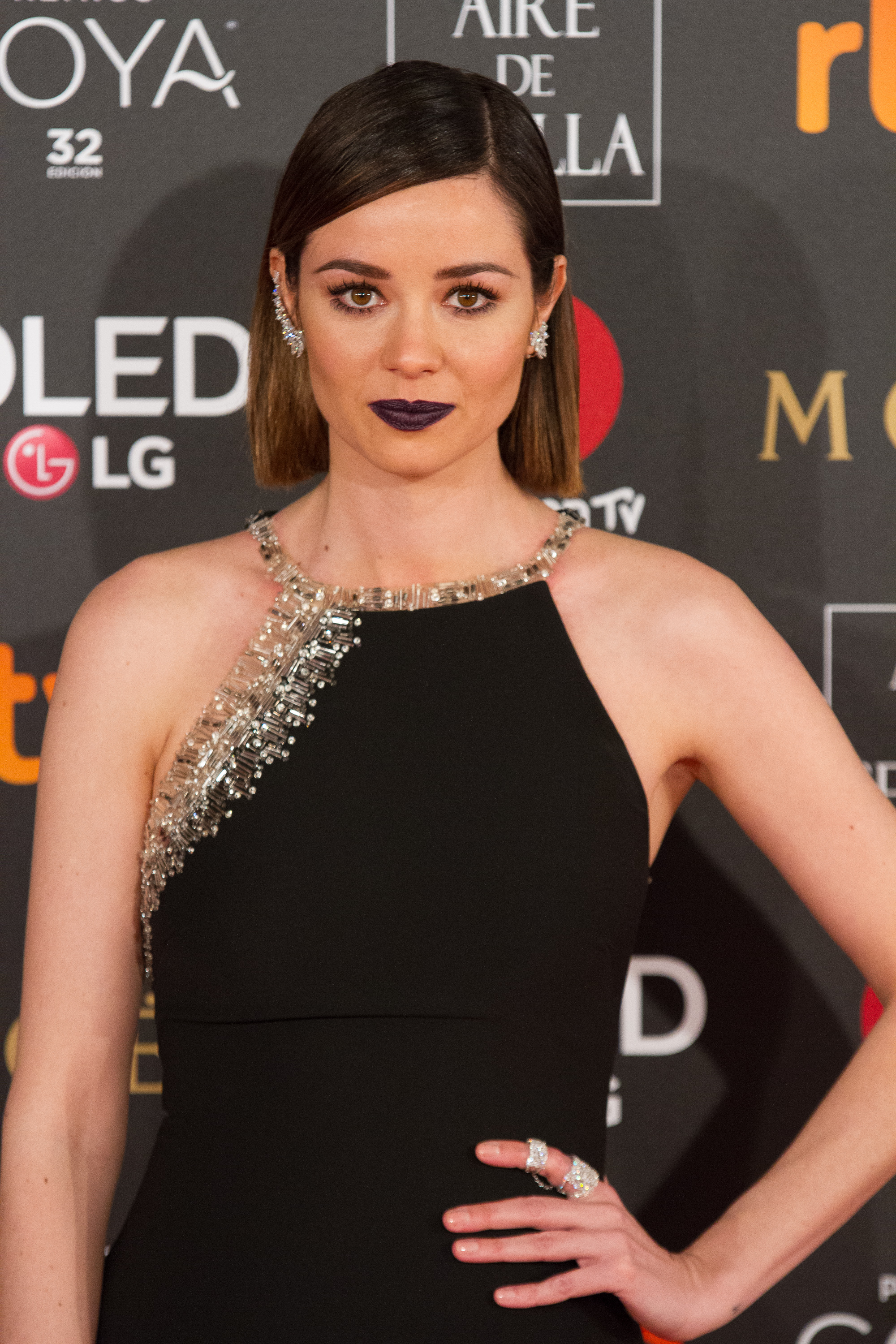
Dafne Fernández (2018)

Dafne Fernández (* 31. Januar 1985 in Madrid) ist eine spanische Schauspielerin.

## Leben
Dafne Fernández ist die Tochter von Ignacio und Esmeralda Fernández. Während ihre Eltern mit ihrer Berufswahl als Chemiker und Psychologin eher naturwissenschaftliche Richtungen haben, sind ihre Kinder alle künstlerisch geprägt. So ist ihre Schwester Rebeca Tänzerin und ihr Bruder Jorge Pianist. Sie selbst begann im Alter von drei Jahren mit dem Tanz und wurde mit acht Jahren am Conservatorio Superior de Danza de Madrid angenommen. In dem vom Carlos Saura inszenierten Drama Kleiner Vogel debütierte Fernández 1997 im Alter von zwölf Jahren an der Seite von Francisco Rabal und Paulina Gálvez auf der Leinwand.
Im Dezember 2009 war Fernández auf dem Cover der spanischen Ausgabe des FHM-Magazins. Sie war mit dem Tennisspieler Fernando Verdasco und zwei Jahre lang mit dem Schauspieler Carlos Bardem liiert.

## Filmografie
- 1996: Malena es un nombre de Tango
- 1997: Resultado final
- 1997: Kleiner Vogel (Pajarico)
- 1999: Die Last mit der Lust (Entre las piernas)
- 1999: Goya (Goya en Burdeos)
- 2001: Hombres felices
- 2001: Juego de Luna
- 2002: La caja 507
- 2002–2005: Dance – Der Traum vom Ruhm (Un paso adelante, 63 Folgen)
- 2009: Malamuerte
- 2010: Wolfsbrüder (Entrelobos)
- 2010–2014: Tierra de lobos (42 Folgen)
- 2011–2013: Inquilinos (2 Folgen)
- 2011: Terapia (Fernsehfilm)
- 2013: Solo para dos
- 2013: Viral
- 2013: Real Playing Game
- 2014–2016: Chiringuito de Pepe (20 Folgen)
- 2017: Perfectos desconocidos
- 2018: BByC: Bodas, Bautizos y Comuniones (Fernsehfilm)
- 2021: Freundschaft Reloaded (Descarrilados)
- 2021: Supernormal (Folge 1x05)
- 2021: Nadie al volante (Folge 1x01)
- 2023: Pollos sin cabeza (7 Folgen)
- seit 2023: 4 estrellas